# Sustain (Album)
Sustain ist ein Jazzalbum des AALY Trio. Die am 6. und 7. März 2024 im Studio Ingrid in Stockholm entstandenen Aufnahmen erschienen 2024 auf Silkheart Records.

## Hintergrund
Sustain dokumentiert die Wiedervereinigung des AALY Trios, das 1986 (mit anderem Bassisten) gegründet wurde. Der Name der Formation leitet sich von einem Stück des Art Ensemble of Chicago ab: „Lebert Aaly“. von deren Album Phase One (1971). Sustain ist die erste Aufnahme der Gruppe seit 25 Jahren und zugleich ihr Debüt als eigenständige Einheit, da auf den fünf vorherigen Alben immer Ken Vandermark als Gast zu hören war (entweder allein oder mit seinem DKV-Trio). In den vergangenen Jahrzehnten hat Gustafsson den Schlagzeuger Kjell Nordeson in sein NU Ensemble, Swedish Azz und das Ensemble Fire! aufgenommen (allerdings am Vibraphon), aber das Trio mit dem Bassisten Peter Janson, der seit 1995 dabei war, war seit 1999 nicht mehr im Studio.
Gustafsson spielt wie üblich Baritonsaxophon, auch Tenorsaxophon, Flöte und Mundharmonika. Ersteres eröffnet „Rock Out“ (komponiert von Roscoe Mitchell vom Art Ensemble of Chicago, der Band, nach der das Trio benannt ist).

## Titelliste
- AALY Trio Sustain (Silkheart SHCD-167)[2]

1. Rock Out (Roscoe Mitchell) 3:08
2. W2 (Peter Janson) 6:38
3. Your Prayer (Frank Wright) 9:57
4. Why I Don’t Go Back (Ken Vandermark) 9:30
5. Cover Yourself 2:45
6. Soul Brother Genius (Norman Howard) 5:29
7. Deepfreeze Pretend 2:36
8. Egypt Rock (David Wertman) 5:35
9. Dustdiver Kneeling 4:11
10. Albumblatt. Sustained 5:46
11. Rock Out (Roscoe Mitchell) 3:23

Wenn nicht anders vermerkt, stammen die Kompositionen vom AALY Trio.

## Rezeption
Mark Corroto, der Sustain für All About Jazz besprach, stellte fest, dass seit dem letzten Album zwar die Künstler gealtert seien, aber nichts von der Intensität dieser frühen Aufnahmen verloren hätten. Das Trio kenne die Geschichte des Free Jazz und coverte Vandermarks „Why I Don't Go Back“, das bereits auch auf den AALY-Alben Hidden in the Stomach (1997) und Stumble (1998) zu hören war; diesmal „hören wir einen korpulenten, schwerfälligen Baritonsaxophonisten, der jeden Tropfen schreiender Emotion aus seiner Lunge herauspresst.“ Jedes der vier vollständig improvisierten Stücke könnte leicht transkribiert und als Komposition präsentiert werden, weil das Trio das Instant Composing beherrsche. Man könnte Thelonious Monk zitieren: „You've got to dig it to dig it, you dig?“
Jeder, der Mats Gustafsson kennt, wisse, dass er seine Energie kaum bändigen könne und dass in seinem Gehirn die Informationen schwirrten, die er aus seinen „Zehntausenden von Platten“ zusammengetragen habe, schrieb Andrey Henkin (Squid‘s Ear). Das höre man besonders eindrucksvoll, wenn er in der kaum dreiminütigen Improvisation „Cover Yourself“ zwischen Flöte und Mundharmonika wechsele.